# مجدالدین بن اثیر
مبارک بن محمد بن محمد بن عبدالکریم بن عبدالواحد شیبانی موصلی لقب‌گرفته به مجدالدین و ابوالسعادات، شهرت‌یافته به مجدالدین بن اثیر (۱۱۴۹–۱۲۱۰) محدث، مفسر، زبان‌شناس، فقیه، ادیب و نویسنده کُرد بود.
او دوران کودکی و نوجوانی خود را در جزیره ابن عُمر که در حال حاضر شهری مرزی میان سوریه و ترکیه است گذراند و سپس همراه پدر و برادرانش به موصل کوچ کرد. ناصح‌الدین ابومحمد سعیدبن دهّان بغدادی،ابوبکر یحیی بن سعدون مغربی قرطبی و ابولحزم مکّی بن ریان بن شبّه اساتید ادبیات او بودند. پس از آن در موصل و بغداد علم حدیث را از اساتیدی چون عبدالوهابن سکینه، عبدالقاسم یعیش بن صدقه فراتی و ابواحمد عبدالوهاب بن علی ابن علی فرا گرفت. او در سال‌های پایانی عمر خود فلج شد و توانایی نویسندگی خود را از دست داد و خانه نشین شد. در همین ایام جمعی از دانشمندان علوم دینی و قرآنی به منزل وی رفت و آمد داشتند و در کار تألیف آثارش به او کمک می‌کردند.

## آثار
- جامع الأصول لأحادیث الرسول
- النهایة فی غریب الحدیث و الأثر
- تجرید أسماء الصحابة
- المرصّع
- الإنصاف فی الجمع بن الکَشف والکَشّاف فی تفسیر القرآن العظیم
- المختار فی مناقب الأخیار
- المصطفی و المختار فی الأدعیه و الأذکار
- البدیع فی شرح الفصول فی النحو
- الباهر فی الفروق
- صنعة الکتابة
- دیوان رسائل